# Лаутертал (Фогелсберг)
Лаутертал (њем. Lautertal) општина је у њемачкој савезној држави Хесен. Једно је од 19 општинских средишта округа Фогелсберг. Према процјени из 2010. у општини је живјело 2.530 становника. Посједује регионалну шифру (AGS) 6535012.

## Географски и демографски подаци
Лаутертал се налази у савезној држави Хесен у округу Фогелсберг. Општина се налази на надморској висини од 477 метара. Површина општине износи 53,6 km². У самом мјесту је, према процјени из 2010. године, живјело 2.530 становника. Просјечна густина становништва износи 47 становника/km².

## Међународна сарадња
| Мјесто  | Држава   | Врста сарадње | Од    |
| ------- | -------- | ------------- | ----- |
| Алдванг | Аустрија | партнерство   | 1978. |
| Извор   |          |               |       |